# Nancy Knowlton
Nancy Knowlton (...) è una biologa statunitense specializzata nello studio delle barriere coralline e ricopre il ruolo di Sant Chair di Scienze Marine allo Smithsonian Institution.

## Biografia
Si è laureata all'Università di Harvard e ha conseguito il dottorato all'Università della California - Berkeley. È stata professoressa all'Università di Yale, per poi passare all'Istituto Tropicale Smithsonian Research in Panama.
È professoressa associata di biologia marina allo Scripps Institution of Oceanography. Ha anche fondato il Center for Marine Biodiversity and Conservation. Nel 1999 le è stato conferito l'Aldo Leopold Leadership Fellow e nel 2008 è stata eletta nel consiglio di amministrazione dell'American Association for the Advancement of Science (AAAS). È anche uno dei tre co-presidenti della parte relativa alle barriere coralline del Census of Marine Life.
È autrice del libro Citizens of the Sea, pubblicato da National Geographic nel 2010 per celebrare la fine del Census of Marine Life. Nel 2011 ricevette il diciassettesimo Annual Heinz Award. È membro della Accademia Nazionale delle Scienze degli Stati Uniti d'America.